# Punti ferita

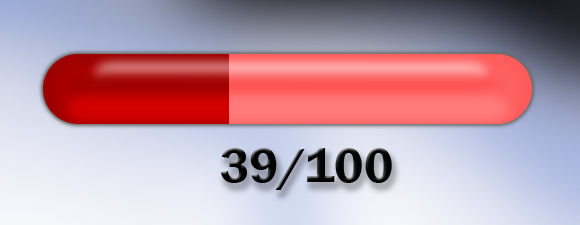
Esempio di rappresentazione grafica dei Punti Ferita

I punti ferita (anche punti vita, abbreviato in PF; in inglese HP, hit o health points oppure anche in inglese LP, life points) sono un'unità di misura utilizzata spesso nei giochi per rappresentare i danni fisici di entità variabile che le unità in gioco hanno subito o possono sopportare. 
Sebbene il termine "ferita" si riferisca chiaramente agli esseri viventi, l'espressione è utilizzata anche per mezzi, strutture e gruppi. Quando i punti ferita scendono a zero o meno, l'unità è eliminata dal gioco (morta, distrutta, o comunque fuori combattimento, non più disponibile).
Il concetto è molto comune soprattutto nei giochi di ruolo, videogiochi e wargame. Nei videogiochi, soprattutto i più semplici, spesso non è necessario che il giocatore sappia il valore numerico esatto dei punti ferita, in quanto è il software a gestirlo; di solito il danno è rappresentato graficamente da una barra che cambia di lunghezza (e a volte di colore) in proporzione ai punti ferita. In questo caso si parla più semplicemente di energia o vita.
Lo stesso metodo di punti e/o barre colorate si utilizza anche per altre quantità variabili, oltre al danno fisico: forza, difesa, stanchezza, velocità, carburante, e così via.
I PF sono una presenza quasi costante nei giochi di ruolo (come Dungeons and Dragons) e videogiochi di ruolo (come i vari Final Fantasy o videogiochi dei Pokémon) poiché, data l'importanza che hanno i singoli personaggi, il loro stato di salute dev'essere più dettagliato che semplicemente "vivo o morto".
Nella maggior parte dei giochi i punti ferita si possono recuperare usando oggetti come pozioni, strumenti, kit di pronto soccorso. Anche le unità eliminate spesso possono essere rianimate o rievocate con incantesimi e simili, riportando i PF a un valore sopra zero.